# المديرية العامة للدفاع المدني (لبنان)
الدفاع المدني اللبناني أو المديرية العامة للدفاع المدني اللبناني، هو خدمة الطوارئ الطبية العامة في لبنان، ومن مهامه أيضا القيام بأنشطة البحث والإنقاذ والاستجابة لمكافحة الحرائق.
يتم تمويلها وإدارتها من قبل وزارة الداخلية والبلديات. تعمل المديرية بالتعاون مع الصليب الأحمر اللبناني إلى جانب منظمات أخرى. المدير العام الحالي للدفاع المدني اللبناني هو الجنرال ريموند خطار.

## المهام
تغطي مهام الدفاع المدني الأراضي اللبنانية كافة، ويمكن تحديدها على الشكل الآتي:
- تأمين الحماية المدنية للأشخاص والممتلكات والبيئة وتدارك الخسائر فيها.
- تجنّب الأخطار التي تهدد السلامة العامة ومواجهتها والحد من نتائجها، وذلك في حالات الكوارث والنكبات الطبيعية والظروف الطارئة الناجمة عن الأعمال الحربية، وفي حالة خطر الحرب بمختلف أشكالها. وله في سبيل تأمين ذلك، الحق في تأهيل الأفراد لممارسة الحماية الذاتية، ولضمان استمرار الحياة العامة بصورة طبيعية في الحالات المشار إليها عن طريق:
- تكليف الآهلين بالموجبات التي تستدعيها مقتضيات الدفاع المدني.
- إعلام المواطنين وتوجيههم وإرشادهم وتدريبهم على أعمال الدفاع المدني، وإخضاعهم للتمارين الدورية اللازمة.
- إجلاء السكان وإيواؤهم وتوفير سبل معيشتهم بالتنسيق مع الإدارات والمؤسسات المختصة، وإخلاء الأماكن الخطرة والمعرضة للخطر.
- هدم الأبنية المعرضة للانهيار.
- تأهيل الأشخاص لتأدية المهام المطلوبة.
- السهر على تطبيق القوانين والأنظمة النافذة المتعلقة بكل أعمال الدفاع المدني.
- تنفيذ القرارات الرسمية وفقاً للأحكام القانونية والتنظيمية النافذة.